# Henryjev zločin
Henryjev zločin je romantična komedija koju je režirao Malcolm Venville, a u kojoj glume Keanu Reeves, James Caan, Vera Farmiga, i Danny Hoch. Film prati Henryja (Reeves) koji odlazi u zatvor zbog zločina koji nije počinio. Nakon što su ga oslobodili, planira opljačkati istu banku sa svojim prijateljem iz zatvora, Maxom (Caan).
Film se počeo prikazivati 8. travnja 2011. u SAD-u.

## Radnja
Radeći u noćnoj smjeni kao radnik na naplati cestarine na usamljenom dijelu autoputa u Buffalu New York, Henry je naizgled čovjek bez ambicija, snova ili svrhe; on je čovjek koji mjesečari kroz život. Njegova žena Debbie ga voli, no nezadovoljna je rutinom u njihovom životu i želi dijete.
Jednog dana se njegova dva prijatelja, Eddie i Joe, pojavljuju pred vratima njegove kuće. Nagovaraju ga da ide s njima na utakmicu (iako je zima) i da odjene navijačku majicu kakvu i oni nose. Prethodno mu kažu da se zaustavi ispred banke, navodno da odu podignuti novac na bankomatu. Umjesto toga, navlače fantomke i odlaze opljačkati banku, ostavivši Henryja, koji ne shvaća što se događa, u automobilu. Nakon pljačke, njegovi prijatelji izlaze van i bježe, a zaštitar uhiti Henryja kad vidi da nosi istu majicu kao i pljačkaši te čeka u automobilu.
Na razgovoru u policiji, umjesto da kaže imena stvarnih počinitelja, Henry preuzima krivicu i odlazi u zatvor. Tamo upozna neukrotivog Maxa, osuđenika kojemu je postalo previše udobno u poznatom i sigurnom okruženju "idiličnog" života iza rešetaka, no koji također pomaže usaditi ideju u Henryjev um koja će zauvijek promijeniti njegov život: da bi čovjek pronašao svoju svrhu, prvo mora imati san.
U zatvoru provede tri godine, te ga u međuvremenu napusti i Debbie, koja se uda za njegovog prijatelja Joea i s kojim očekuje toliko željeno dijete.
Uoči izlaska iz zatvora Henry pronalazi svoju svrhu - jer je već odslužio kaznu, odlučuje da naposljetku i počini zločin.
Odlazi pogledati banku u kojoj su njegovi prijatelji izveli pljačku i slučajno ga automobilom udari Julie, glumica iz kazališta pokraj banke. Pomaže mu zaštitar banke Frank (isti onaj koji ga je i uhitio), te odlaze u kafić preko puta, gdje na starim člancima iz novina pročita o davno zaboravljenom tunelu krijumčara alkohola koji se proteže od banke do kazališta s druge strane prolaza.
Henry odlazi u zatvor posjetiti Maxa i govori mu o svom snu - pljački banke. Max je nesklon njegovoj ideji, no uspije ga nagovoriti da uvjeri zatvorsku komisiju da ga pusti na slobodu. Max postaje volonter u kazalištu, te nagovara Julie, - koja je već u vezi s Henryjem i otkriva njegov talent za glumu -, da Henry dobije ulogu u njihovoj produkciji drame Višnjik Antona Čehova. Naime, ulaz u tunel počinje od sobe glumca koji glumi lik Lopahina, te Max prijevarom udalji glumca s predstave. Raščišćavanje tunela se pokaže prevelikim poslom za dvojicu, te odlaze Henryjevom prijatelju Joeu (kojem je propao posao s prodajom spremnika za čuvanje hrane) i nagovore ga da im pomogne. No, Joe nesmotreno kaže Eddieju o planiranoj pljački te ih on ucjenom natjera da ga prime u skupinu.
Zadnji član njihove "bande" postane zaštitar Frank: on pomaže pljačkašima informacijama o tome kad dovoze novac u sef. Frank je pred mirovinom i ima svoje razloge da im pomogne. Naime, žena mu se bila razboljela i, jer osiguranje nije htjelo platiti njezino liječenje, morali su potrošiti životnu ušteđevinu (kojom su se htjeli umiroviti u Francuskoj). Žena mu je ipak preminula te se on želi osvetiti.
Tijekom pljačke Eddie upotrijebi pištolj, lakše rani Henryja u nogu i pokuša uzeti sav novac, no Max i Joe ga savladaju i ostave svezanog u tunelu ispod sefa. Kad se Max, Henry i Joe odvezu, Henry zahtijeva da zaustave auto, te se on vraća Julie, nagovarajući je, i dalje odjeven kao Lopahin i koristeći tekst iz Čehovljeve drame, da mu se vrati.

## Uloge
- Keanu Reeves - Henry Torne
- James Caan - Max Saltzman
- Vera Farmiga - Julie Ivanova
- Judy Greer - Debbie Torne
- Fisher Stevens - Eddie Vibes
- Peter Stormare - Darek Millodragovic
- Bill Duke - Frank
- Danny Hoch - Joe

## Kritike
Henryjev zločin je dobio različite kritike; trenutno ima 40% poortalu Rotten Tomatoes, a jednoglasnim mišljenjem da "sporedni glumci Vera Farmiga i James Caan daju filmu malo težine, ali 'Henryjev zločin' je inače predvidljiva pljačka/komedija s usporenim tempom." Na portalu Metacritic film ima ocjenu 49, označavajući "različite prema prosječnim osvrtima".

## Kinoblagajne
Film je zaradio u svijetu sveukupno 204.940 dolara. Pojavio se na 75-om mjestu prvog vikenda prikazivanja (4/8-10) s 8.726 dolara; pobijedio ga je za 9 dolara film Blue Valentine s 8.735 dolara.